# Sanções contra a Líbia
As sanções contra a Líbia referem-se a dois períodos principais de sanções. O primeiro surge na sequência do atentado de Lockerbie até 2003. O segundo começa durante a Revolução Líbia e termina logo depois.

## Histórico
Em 1978, os Estados Unidos proibiram a venda de equipamentos militares à Líbia. Em 1979, inserem a Líbia na lista dos países patrocinadores do terrorismo, após, em particular, a um ataque à embaixada estadunidense por uma multidão. Esse registro induz várias sanções, incluindo uma limitação dos serviços financeiros em favor da Líbia e a interdição da exportação de bens que possam ser de uso militar, além do seu uso habitual.
Em 1981 e 1982, os Estados Unidos proibiram as importações de petróleo bruto proveniente da Líbia, proibiram as exportações de equipamentos para o setor petrolífero para a Líbia e invalidaram os passaportes líbios para viajar para seu território.
Em seguida, em 1985, foi a vez do petróleo refinado ser proibido de importar para os Estados Unidos. Em dezembro de 1985, após um ataque terrorista na Itália apoiado pela Líbia, os Estados Unidos implementaram um embargo virtual às importações e exportações entre os dois países. Em 1986, os Estados Unidos intensificaram suas sanções contra a Líbia, notadamente congelando seus ativos financeiros.
Em abril de 1992, o Conselho de Segurança das Nações Unidas votou a favor da resolução 748, que estabelecia um embargo aéreo e um embargo de armas contra a Líbia. Isso significava que qualquer aeronave proveniente da Líbia estaria proibida de voar através do espaço aéreo de outro país, pousar ou decolar nesse espaço.
Em 1993, outras sanções foram aplicadas, como o congelamento de ativos financeiros líbios e a interdição da importação de equipamentos para a indústria petrolífera.
Em 1996, uma lei antiterrorismo nos Estados Unidos conduziu à proibição de serviços financeiros estadunidenses para a Líbia. Paralelamente, no mesmo ano, a Lei d'Amato-Kennedy foi adotada, uma lei que sancionou a Líbia e Irã.
Em abril de 1999, a Líbia entregou dois de seus agentes de inteligência envolvidos no ataque a Lockerbie. Esta medida permitiu o levantamento temporário das sanções do Conselho de Segurança.
Em setembro de 2003, o levantamento temporário das sanções do Conselho de Segurança foi definitivamente decretado, após a indenização das vítimas do ataque de Lockerbie e do Voo UTA 772.
Em 2004, os Estados Unidos suspenderam grande parte de sua sanção econômica contra a Líbia, devido a indenização das vítimas desses ataques e da interrupção do programa de armas de destruição em massa pela Líbia.
Em 2005, as exportações do petróleo líbio para os Estados Unidos foram autorizadas por estes últimos.
Em maio de 2006, os Estados Unidos retiraram a Líbia da lista dos países patrocinadores do terrorismo, permitindo o restabelecimento das relações diplomáticas entre ambos.
Em fevereiro de 2011, o Conselho de Segurança das Nações Unidas votou um embargo de armas contra a Líbia, o congelamento dos ativos financeiros do banco central líbio, a proibição de viagens de algumas das personalidades mais notáveis do regime, incluindo Muammar Gaddafi. Em seguida, no mesmo mês, a União Europeia implementou medidas similares, porém mais abrangentes, contra as pessoas mais proeminentes do regime. Ao mesmo tempo, os Estados Unidos também estabelecem um congelamento dos ativos financeiros da Líbia e fecham sua embaixada.
Em dezembro de 2011, as sanções do Conselho de Segurança e dos Estados Unidos foram em grande parte removidas, devido à queda do regime Gaddafi. Este levantamento das sanções diz respeito, em particular, a 30 bilhões de dólares de ativos financeiros do banco central da Líbia.